# 大信田雅二
大信田 雅二（おおしだ まさじ）は、日本の実業家。テレビ東京メディアネット代表取締役社長。テレビ東京常務執行役員。

## 経歴
上智大学外国語学部英語学科卒業後の、1987年4月にテレビ東京に入社。国会担当記者の後、ワシントン支局、ニューヨーク支局の特派員を担当。ニューヨーク支局時代はアメリカ同時多発テロ事件に遭遇し取材を担当。
1995年 『ワールドビジネスサテライト』デスク・マーケットキャスターを担当。2007年 人事局人事部長に就任。2011年に報道局に再度異動となり、報道局『ワールドビジネスサテライト』プロデューサーを担当。同年6月には、報道局ニュースセンター部長として、ワールドビジネスサテライト担当部長兼経済担当部長に就く。
2014年6月20日付人事にて、報道局次長ニュースセンター長兼解説委員に就任し、情報番組並びにバラエティ番組のチーフプロデューサーを担当。
2016年4月1日付人事でニュースセンター長の職のままで報道局局長補佐となった。
2017年6月27日付人事にて、総務人事局長に就任。
2019年6月26日付人事にて、静岡朝日テレビ非常勤取締役に就任。
2021年4月1日付人事にて、テレビ東京執行役員報道局担当に就任。
2023年6月14日付でテレビ東京メディアネット代表取締役社長に就任した
2024年5月15日付人事で、テレビ東京常務執行役員に就任した

## 担当番組
- 有吉のバカだけど…ニュースはじめました（第4回 - ）
- チャージ730!（チーフプロデューサー）

## エピソード
- 当初のWBSは国内外の金融情報を中心に据えた経済ニュース番組で投資家などが主な視聴者層で硬派な内容だった。WBSのデスクだった1998年、“視聴者が見たくなる経済ニュース”を目指すべく、消費流通分野を取り上げる経済ニュースに路線変更した[1]。
- 2015年4月より開始する、テレビ東京初の朝の情報番組となる『チャージ730!』のチーフプロデューサーを兼任する。